# Khmer Loeu
Le nom Khmer Chuncheat Daerm Pheaktech ជនជាតិដើមភាគតិច ou Khmer Loeu désigne l'ensemble des populations (moins de 200 000 individus) habitant les hauts plateaux du nord-est du Cambodge. Bouddhistes (Theravāda) ou animistes, ils habitent principalement les provinces de Rotanah Kiri, Stoeng Treng et Mondol Kiri.
Nom regroupant beaucoup d'origines, on estime généralement que les groupes parlant des langues môn-khmer proviennent de migrations à partir du nord-ouest. Le terme englobe également des populations parlant des langues malayo-polynésiennes, les Jaraï et les Rhade. Ces deux derniers groupes, qui parlent des langues proches du cham, viendraient de la bande côtière du Viêt Nam, formant des coins au milieu des groupes de langues môn-khmer.
Le gouvernement cambodgien a créé l'expression Khmer Loeu (« Khmers d'en haut / du Nord »), dans les années 1960 dans le but de créer un sentiment d'unité entre les populations des hauts plateaux et la population khmère majoritaire et dominante. Mais ce terme désigne également les khmers de Thaïlande (Khmer Leu) séparés par les frontières géographiques. 
Auparavant, l'administration coloniale française les désignait par le nom de Montagnards. 
Alors que la population khmère les appelle Khmer Chuncheat Daerm Pheaktech ជនជាតិដើមភាគតិច qui veut dire populations indigènes khmères (n'ayant subi aucune influence indienne). Le terme Phnong se traduit en montagnard alors que Samre est le nom d'une ethnie de langue péarique appartenant au rameau môn-khmer des langues austroasiatiques.